# Британская оккупация Фарерских островов

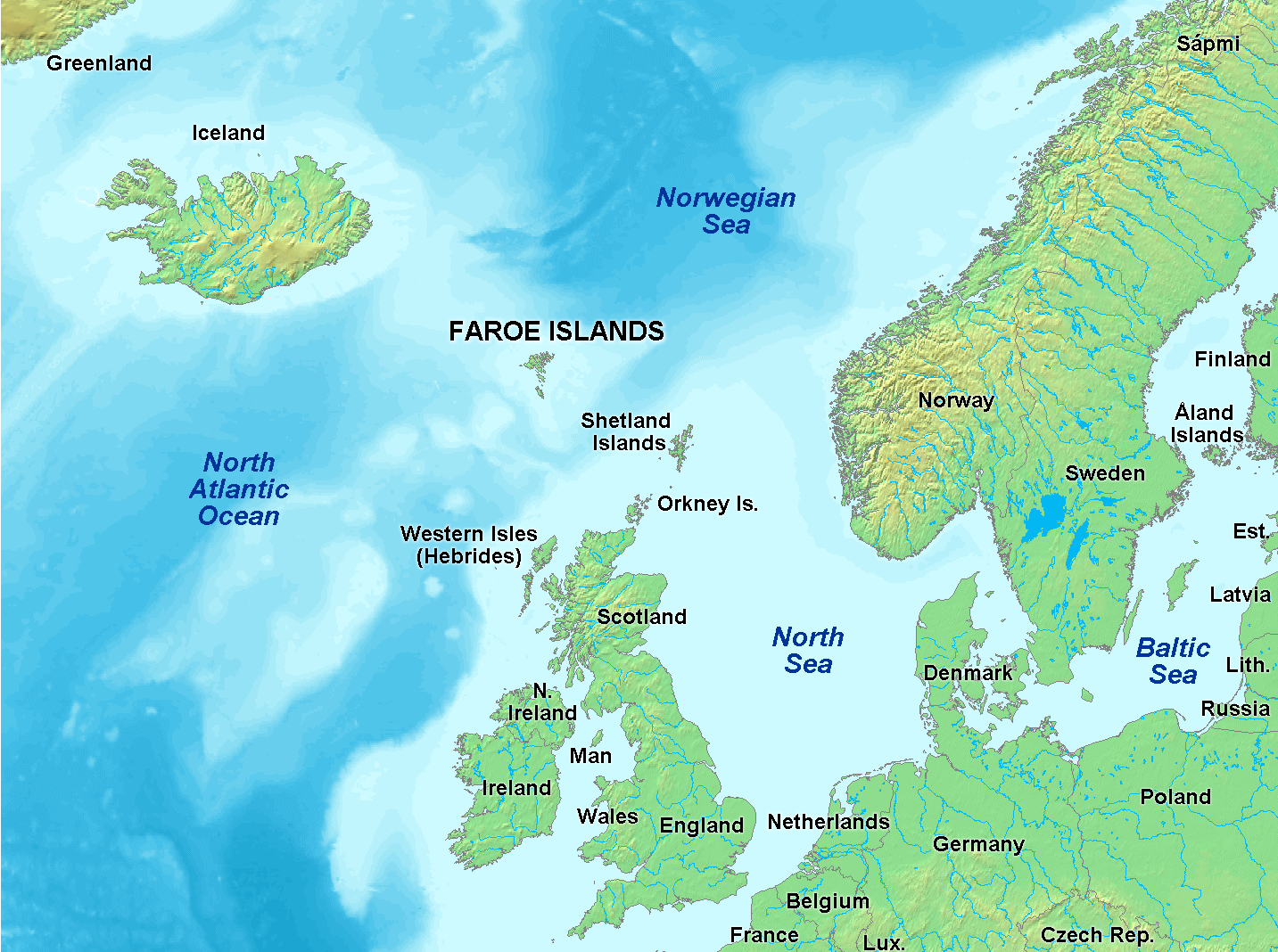
Положение Фарерских островов в Северной Атлантике

Британская оккупация Фарерских островов (англ. British occupation of the Faroe Islands), также известная как операция «Валентина», произошла в 1940 году во время Второй мировой войны, сразу же после оккупации Германией территорий Дании и Норвегии. Великобритания в апреле 1940 года заняла стратегически важные Фарерские острова, бывшие колонией Дании, для предотвращения их захвата Германией. Британские войска покинули острова вскоре после окончания войны.

## Ход оккупации
К моменту высадки британских войск Фарерские острова имели статус амта (графства) Дании. После вторжения германских войск в Данию 9 апреля 1940 года Уинстон Черчилль — тогда Первый Лорд Адмиралтейства — объявил 11 апреля в Палате общин, что Фарерские острова должны быть заняты британцами:
«Также в этот момент мы оккупируем Фарерские острова, принадлежащие Дании, которые имеют большое стратегическое значение и чьи жители показали готовность радушно принять нас. Мы должны оградить Фарерские острова от всех тягот войны и утвердиться там на море и в воздухе, пока не наступит момент, когда острова могут быть возвращены Дании, освобождённой от рабства, в котором она оказалась в результате германской агрессии».
Его выступление транслировалось по радио BBC. В тот же день самолёт Королевских ВВС был замечен в небе над Торсхавном.
12 апреля началась операция «Валентина»: два эсминца Королевского ВМФ прибыли в гавань Торсхавна. После встречи их капитанов с Карлом Ооге Гильбертом, префектом островов, и Кристианом Джурхусом, главой лёгтинга, фарерского парламента, было созвано экстренное заседание лёгтинга. Некоторые его члены, поддерживавшие идею независимости островов от Дании, попытались воспользоваться ситуацией и провозгласить независимость, но оказались в меньшинстве. В итоге было сделано официальное заявление, в котором признавалась оккупация островов: отныне города Торсхавн и Аргир затемнялись ночью, почта и телеграф находились под цензурой, а перемещение автотранспортных средств ночью без специального разрешения было строжайше запрещено.
13 апреля крейсер Королевского флота HMS «Саффолк» прибыл в Торсхавн. Полковник Санделл (британский военачальник) и Фредерик Мэйсон (новый британский консул на Фарерских островах) встретились с датским префектом. Префект в беседе высказал Санделлу формальный протест против его действий, хотя Гильберт утверждал, что из-за оккупации Дании он не может официально представлять датское правительство. Он в итоге принял основные британские условия оккупации в обмен на обещание, что Великобритания не будет вмешиваться во внутренние дела островов. Официальный протест, однако, был сделан лёгтингом, который при этом высказал пожелание, чтобы отношения между населением и оккупантами были мирными. На практике между англичанами и властями Фарерских островов действительно поддерживались хорошие отношения.
В мае 1940 года королевские морские пехотинцы были заменены шотландским полком скаутов Ловата. В 1942 году скауты, в свою очередь, были заменены шотландскими стрелками-кэмероновцами. С 1944 года британский воинский контингент на островах был значительно уменьшен.
Заметным «гостем» на Фарерских островах во время Второй мировой войны был писатель Эрик Линклейтер, присутствовавший на них в качестве офицера британской армии. Его роман «Тьма лета», вышедший в 1956 году, посвящён Фарерским островам в годы войны. Он также написал книгу «Северные гарнизоны: армия на войне» (1941), а также написал предисловие к книге 1948 года Кеннета Вильямсона «Атлантические острова: Изучение фарерской жизни и культуры».

## Последствия
Британскими ветеранами в соборе Торсхавна была установлена памятная доска с выражением благодарности за доброту, оказанную им фарерскими гражданами в период оккупации. Около 170 браков было заключено между британскими солдатами и фарерскими женщинами. Британский консул Фредерик Мэйсон (1913—2008 г.г.) сам женился на местной женщине Карен Рорхолм. Впоследствии они покинули Фарерские острова: в 1943 году он был назначен британским консулом в Колоне, Панама, позднее, как сэр Фредерик Мэйсон, был послом Великобритании в Чили (1966—1970) и, наконец, постоянным представителем Великобритании в Женеве при отделении ООН (1971—1973).
Фарерские острова во время войны подвергались отдельным атакам немецкой авиации, но никогда не было даже попытки какого-либо полномасштабного вторжения. Дрейфующие морские мины оказались серьёзной проблемой и привели к потере множества рыболовных судов и их экипажей. Траулер Nýggjaberg был потоплен 28 марта 1942 года около Исландии: погиб 21 фарерский моряк, это стало самой большой единовременной людской потерей островов в войне. Во время войны фарерские корабли поднимали фарерский флаг, а на бортах их краской было написано «„FAROES / FØROYAR“», чтобы Королевский флот мог опознавать эти корабли как «дружественные».
Чтобы предотвратить инфляцию, на датских банкнотах в обращении на островах были поставлены отметки с указанием их действия только на территории островов. Датская крона (на Фарерских островах) соответствовала 22,4 датской кроны к 1 стерлингу. Чрезвычайные банкноты были выпущены, и специальные банкноты позднее были напечатаны компанией Бредбери Уилкинсона в Англии.
Во время оккупации лёгтингу была предоставлена абсолютная законодательная власть, хотя реально он получил её после оккупации Германией Дании. Хотя Исландия стала независимой республикой в 1944 году, Черчилль отказался изменять конституционный статус Фарер, пока Дания остаётся под немецкой оккупацией. После освобождения Дании и окончания Второй мировой войны в Европе оккупация островов была прекращена в мае 1945 года; последний британский солдат покинул Фареры в сентябре 1945 года. Опыт военного самоуправления, однако, означал, что возвращение Фарер к довоенному статусу амта (графства) был не только непопулярен, но и нереален. Референдум о независимости прошёл в 1946 году; впоследствии, в 1948 году, островам была предоставлена автономия (пусть и в рамках Датского королевства).
Крупнейший «памятник» британского военного присутствия на островах — взлётно-посадочная полоса аэропорта Вагар. Другим напоминанием об оккупации являются береговые орудия в крепости Скансин в Торсхавне, которая служила штаб-квартирой для британской армии. Ещё одним «наследием» тех времён является любовь фарерцев к блюду «рыба и чипсы» и британскому шоколаду, такому как Dairy Milk, который легко купить во всех магазинах на островах, но практически не достать в самой Дании.
В 1990 году фарерское правительство организовало Британскую неделю в честь празднования 50-летия со дня начала дружественной оккупации. В праздновании приняли участие HMS «Бриллиант» и королевские морские пехотинцы. Сэр Фредерик Мэйсон, бывший британский консул на Фарерах тех лет, также присутствовал.

## Потери

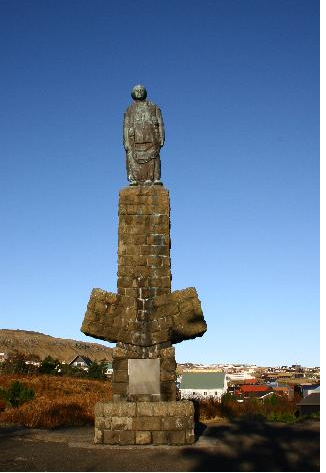
Minnisvarðin, памятник всем фарерцам, погибшим в море во время Второй мировой войны. Скульптор Ханс Паули Ольсен.

Более 200 фарерских моряков погибли в море во время Второй мировой войны — в первую очередь из-за боевых действий. Памятник им стоит в торсхавнском городском парке. Несколько фарерских судов было либо разбомблено, либо потоплено немецкими подводными лодками или дрейфующими морскими минами (рыболовные фарерские суда вели промысел в водах около Исландии и Фарер и потом продавали улов в Великобритании).

## Аэродром
Единственный аэродром на Фарерах был построен в 1942—1943 годах на острове Вагар королевскими военными инженерами британской армии. Большинство британских военнослужащих на Фарерах было размещено на Вагаре и в основном работало на строительстве аэродрома. После войны аэродром был заброшен, однако в 1963 году был открыт вновь, но уже как гражданский аэропорт. Левостороннее движение на дорогах Вагара сохранялось, пока британские войска не покинули остров.

## Фарерский флаг

Флаг Фарерских островов.

После оккупации Германией Дании Британское Адмиралтейство запретило Фарерским островам использовать на своих кораблях датский флаг. Это имело большое значение ввиду крайней важности рыболовного флота для экономики Фарер. После долгих дискуссий между британскими оккупационными властями, правительством островов и датским префектом, а затем между министерством иностранных дел Великобритании и датским послом в Лондоне 25 апреля 1940 года британские власти признали фарерский флаг — меркид — в качестве «гражданского символа» Фарер. Традиционный герб Фарерских островов, однако, не был признан вплоть до официального введения самоуправления 23 марта 1948 года.

## Иллюстрации

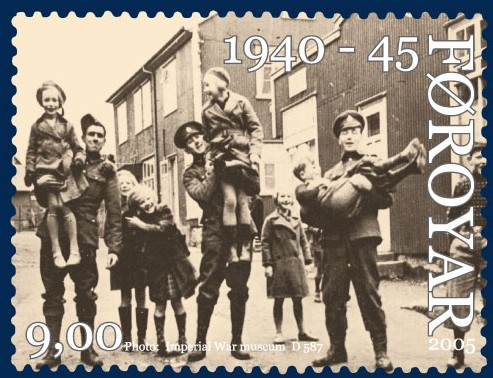
Памятная почтовая марка 2005 года, иллюстрирующая дружбу англичан и фарерцев во время оккупации.
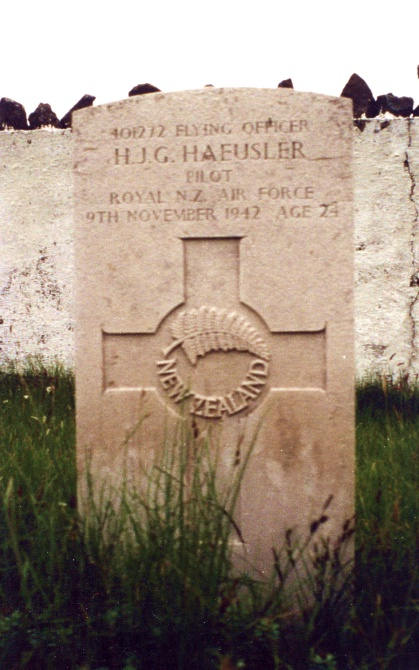
Памятник новозеландскому лётчику Уистлеру, погибшему на Фарерах, возле Вагарского аэропорта.
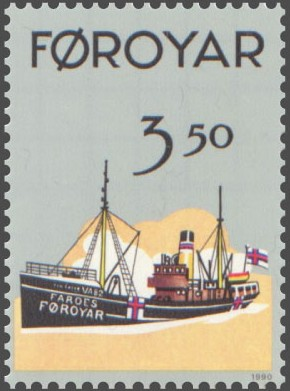
Марка с изображением траулера Nýggjaberg, потопленного 28 марта 1942 года.
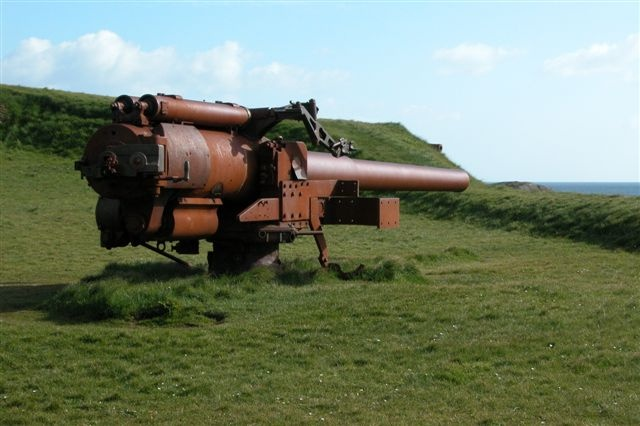
Орудия береговой артиллерии британских войск в крепости Скансин в гавани Торсхавна.
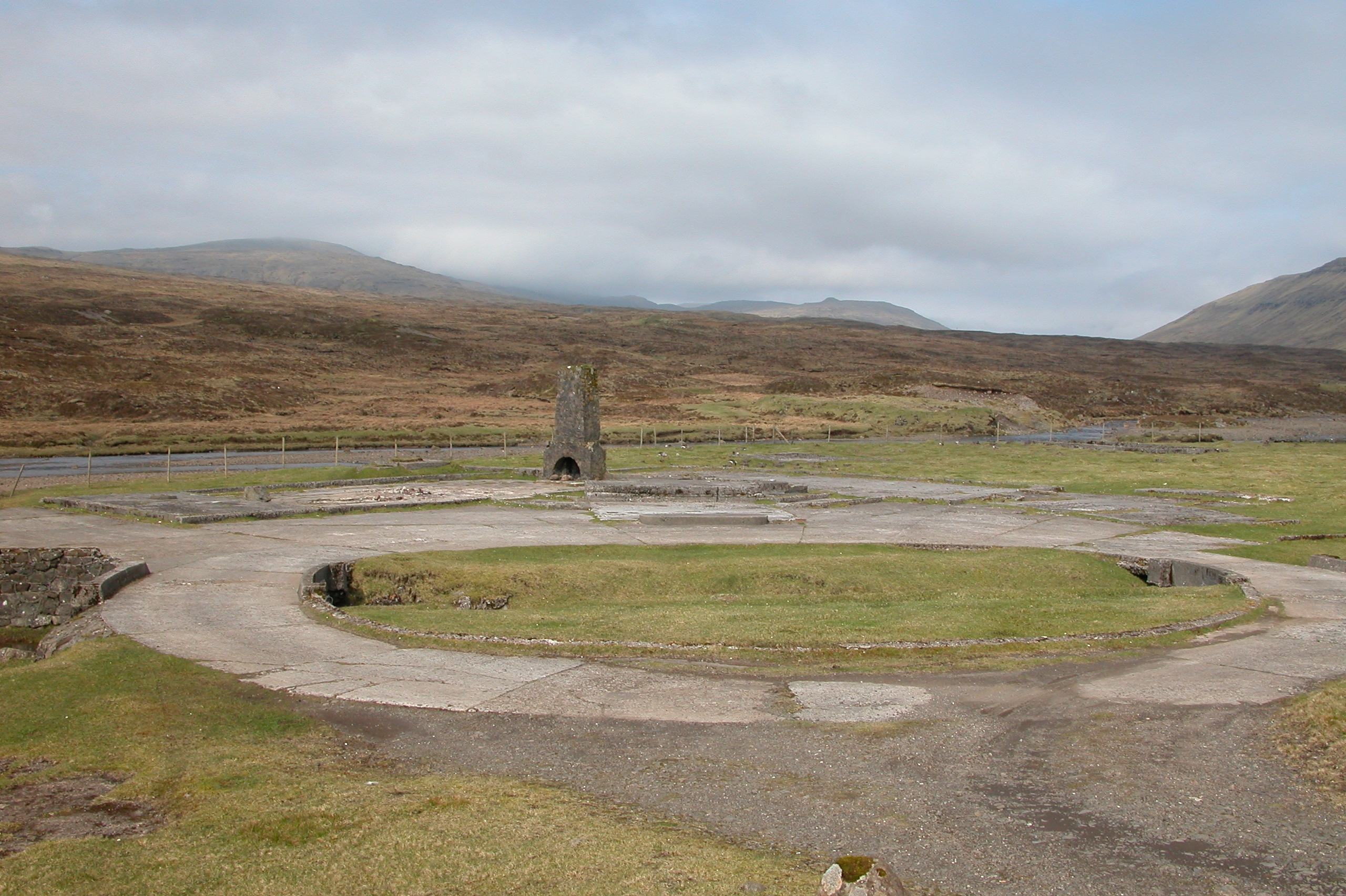
Следы от британских казарм в окрестностях аэропорта на Вагаре.